# Керкез, Милош
Ми́лош Ке́ркез (венг. Kerkez Milos, серб. Милош Керкез; родился 7 ноября 2003, Врбас, Сербия и Черногория) — венгерский футболист, левый защитник английского клуба «Ливерпуль» и сборной Венгрии. Участник чемпионата Европы 2024.

## Клубная карьера
Выступал за молодёжные команды клубов «Врбас», «Рапид» и «Дьёр». 23 августа 2020 года дебютировал в основном составе «Дьёра» в матче второго дивизиона чемпионата Венгрии против клуба «Дороги».
В феврале 2021 года подписал контракт с итальянским клубом «Милан». В основном составе «Милана» так и не сыграл, и в январе 2022 года принял решение покинуть итальянскую команду.
29 января 2022 года перешёл в нидерландский клуб АЗ. 19 мая 2022 года дебютировал в основном составе АЗ в матче Эредивизи против «Херенвена». 14 августа 2022 года забил свой первый гол в Эредивизи в матче против роттердамской «Спарты».
20 июля 2023 года перешёл в английский клуб «Борнмут», подписав «долгосрочный» контракт.
26 июня 2025 года перешёл в «Ливерпуль», подписав пятилетний контракт. Сумма трансфера составила 40 млн фунтов.

## Карьера в сборной
Выступал за сборные Венгрии до 17 лет и до 21 года. 23 сентября 2022 года дебютировал за главную сборную Венгрии в матче против сборной Германии.